# Maciej Latalski

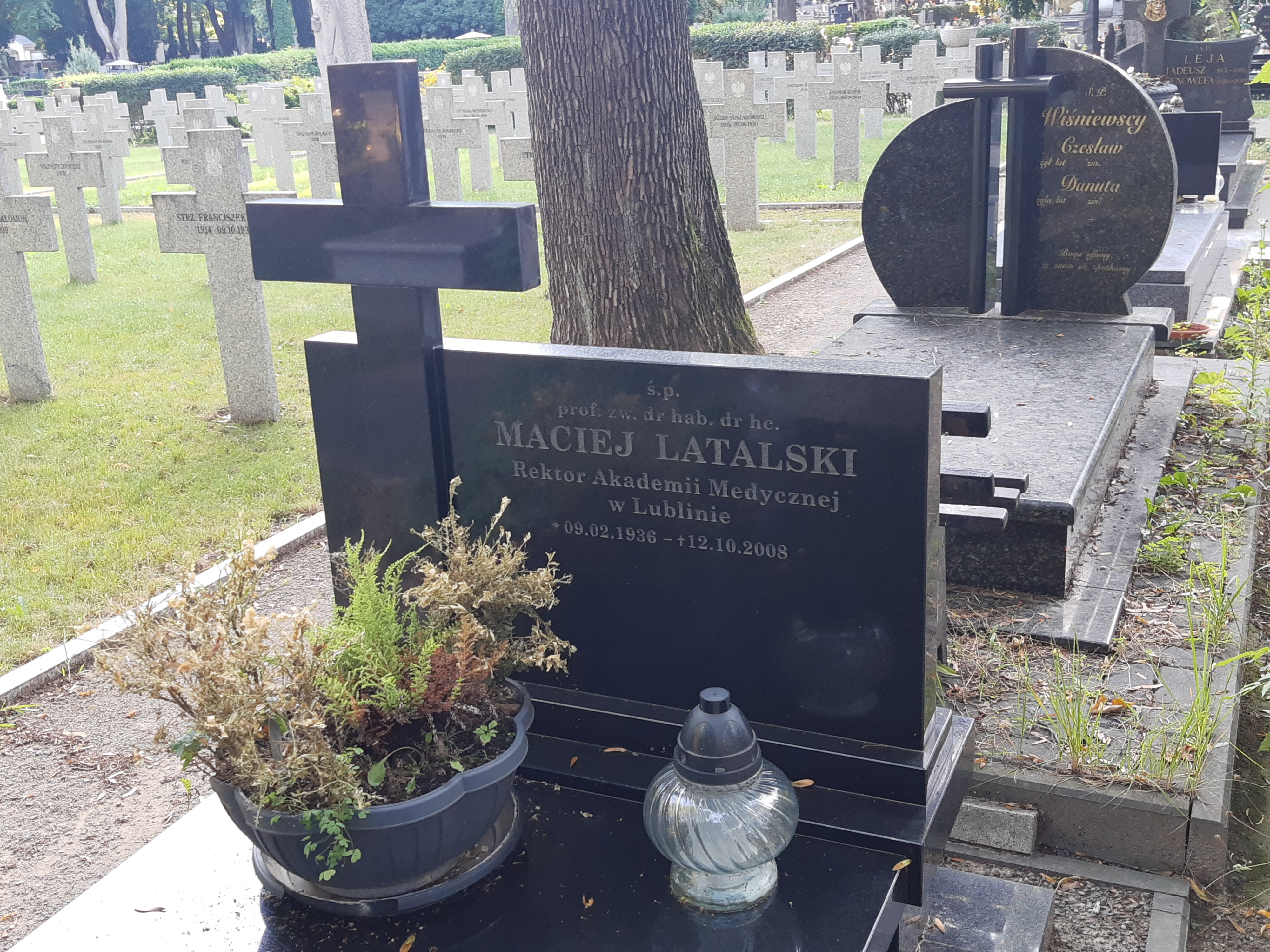
Grób Macieja Latalskiego na cmentarzu przy ul. Lipowej w Lublinie

Maciej Latalski (ur. 9 lutego 1936 w Jeziórku, zm. 12 października 2008 w Lublinie) – polski lekarz, profesor nauk medycznych, rektor Akademii Medycznej w Lublinie (1999–2005).

## Życiorys
Ukończył w 1959 studia na Wydziale Lekarskim Akademii Medycznej w Lublinie, uzyskując dyplom lekarza. Doktoryzował się w 1961 w zakresie nauk medycznych, stopień doktora habilitowanego uzyskał w 1968. W 1977 otrzymał tytuł profesorski w zakresie nauk medycznych. Od 1956 zawodowo związany z macierzystą uczelnią, od 1988 na stanowisku profesora zwyczajnego. Zajmował się zagadnieniami z zakresu histologii, medycyny społecznej, ochrony zdrowia i zdrowia publicznego.
W 1962 został kierownikiem Samodzielnej Pracowni Mikroskopii Elektronowej, w latach 1974–1991 był dyrektorem Instytutu Medycyny Wsi w Lublinie, pełnił później funkcję przewodniczącego rady naukowej tej instytucji. W latach 90. objął stanowisko kierownika Międzywydziałowej Katedry i Zakładu Zdrowia Publicznego, był też kierownikiem Katedry Zdrowia Publicznego na Wydziale Pielęgniarstwa i Nauk o Zdrowiu Akademii Medycznej. Od 1996 do 1999 pełnił obowiązki prorektora ds. nauki. Następnie do 2005 przez dwie kadencje zajmował stanowisko rektora Akademii Medycznej w Lublinie. W okresie tym m.in. wybudowano dwa nowe gmachy uczelni – Collegium Universum i następnie Collegium Maius.
W latach 90. był krajowym konsultantem w sprawach dotyczących lekarzy rodzinnych. Wykładał także w Wyższej Szkole Biznesu i Przedsiębiorczości w Ostrowcu Świętokrzyskim, był prezesem Polskiego Towarzystwa Medycyny Ogólnej i Rodzinnej i przewodniczącym Konferencji Rektorów Uczelni Medycznych w Polsce.
Odznaczony Krzyżem Komandorskim (2004), Oficerskim i Kawalerskim Orderu Odrodzenia Polski, Złotym Krzyżem Zasługi, Medalem Komisji Edukacji Narodowej. W 2003 otrzymał tytuł doctora honoris causa Akademii Medycznej im. Piastów Śląskich we Wrocławiu.
W 2019 został patronem Monoprofilowego Centrum Symulacji Medycznej w Wyższej Szkole Biznesu i Przedsiębiorczości w Ostrowcu Świętokrzyskim.
Pochowany w części prawosławnej cmentarza przy ul. Lipowej w Lublinie (kwatera J/9/1).